# Unimog 418
Der Unimog 418 ist ein Fahrzeug der Unimog-Reihe von Mercedes-Benz. Die Daimler-Benz AG baute ihn als Nachfolger des Unimog 417 zwischen 1992 und 1998 im Mercedes-Benz-Werk Gaggenau. Es entstanden von dieser mittelschweren Unimog-Baureihe insgesamt 1223 Fahrzeuge in sechs Baumustern.
Er wurde zusammen mit dem leichten Unimog 408 gebaut, die beide mit neu entwickelten, eckigen Fahrerhäusern erhältlich waren: entweder als Hochdach oder mit normaler Höhe. Zusätzlich war auch die Motorhaube in zwei Varianten erhältlich: als sogenannte „Sichtkanalmotorhaube“ mit einer an der Fahrerseite abgeflachten Stelle, oder einer symmetrischen Motorhaube.
1998 wurde der Unimog 418 ohne Nachfolger eingestellt. Mercedes-Benz bot seitdem entweder die leichteren Unimogs der Baureihen 408 und 405 an oder die schweren Unimogs der Baureihen 427 und 437.

## Baumuster des Unimog 418
| Baumuster | Modellbezeichnung | Fahrerhaus  | Radstand | Leistung       | Produktionszahlen | Anmerkungen |
| --------- | ----------------- | ----------- | -------- | -------------- | ----------------- | ----------- |
| 418.000   | U130T, U140T      | geschlossen | –        | 98 kW, 103 kW  | 11                |             |
| 418.100   | U110              | geschlossen | 2830 mm  | 75 kW          | 220               |             |
| 418.102   | U130, U140        | geschlossen | 2830 mm  | 98 kW, 103 kW  | 779               |             |
| 418.117   | U140L             | geschlossen | 3470 mm  | 100 kW, 103 kW | 204               |             |
| 418.217   | U140L             | geschlossen | 3470 mm  | 100 kW, 103 kW | 5                 |             |
| 418.237   | U140L             | geschlossen | 3900 mm  | 100 kW, 103 kW | 4                 |             |